# Leichtathletik-Europameisterschaften 1966/1500 m der Männer

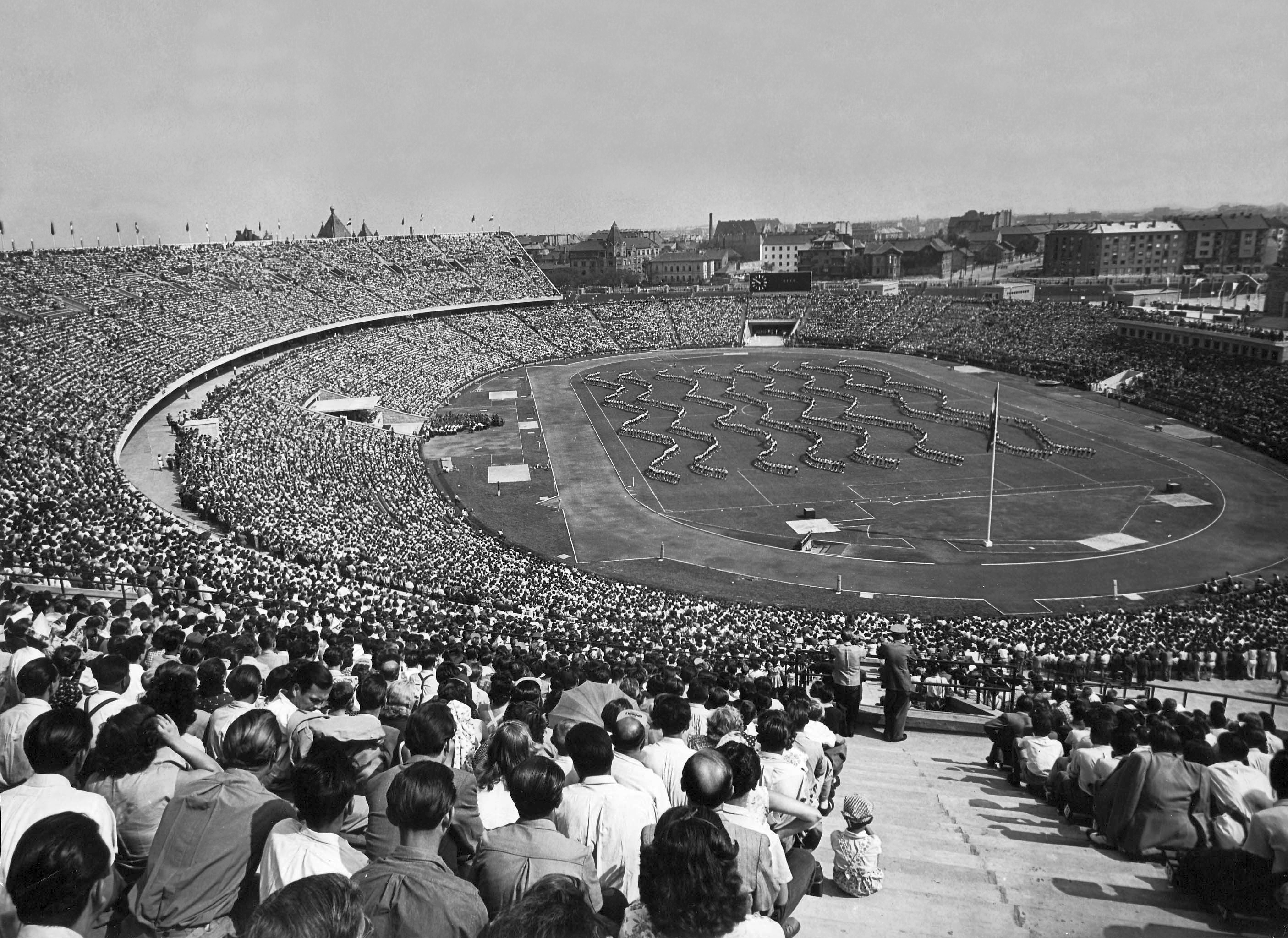
Das Népstadion bei einer Veranstaltung im Jahr 1953

Der 1500-Meter-Lauf der Männer bei den Leichtathletik-Europameisterschaften 1966 wurde am 30. August und 1. September 1966 im Budapester Népstadion ausgetragen.
Mit Gold und Bronze gab es zwei Medaillen für bundesdeutsche Läufer. Europameister wurde Bodo Tümmler. Er gewann vor dem französischen Titelverteidiger und Europarekordinhaber Michel Jazy. Bronze ging an Harald Norpoth.

## Rekorde

### Bestehende Rekorde
| Weltrekord           | 3:35,6 min | Herb Elliott    | OS Rom, Italien        | 2. September 1960 |
| Europarekord         | 3:36,3 min | Michel Jazy     | Sochaux, Frankreich    | 25. Juni 1966     |
| Meisterschaftsrekord | 3:40,8 min | Olavi Vuorisalo | EM Stockholm, Schweden | 24. August 1958   |

### Rekordverbesserungen
Im zweiten Vorlauf verbesserte Belgier André De Hertoghe, der im Finale zwei Tage später Sechster wurde, den bestehenden EM-Rekord um eine Zehntelsekunde auf 3:40,7 min. Diese Zeit stellte gleichzeitig einen neuen Landesrekord dar. Zum Europarekord fehlten ihm 4,4 Sekunden, zum Weltrekord 5,2 Sekunden.

## Vorrunde
31. August 1966
Die Vorrunde wurde in drei Läufen durchgeführt. Die ersten vier Athleten pro Lauf – hellblau unterlegt – qualifizierten sich für das Finale.

### Vorlauf 1

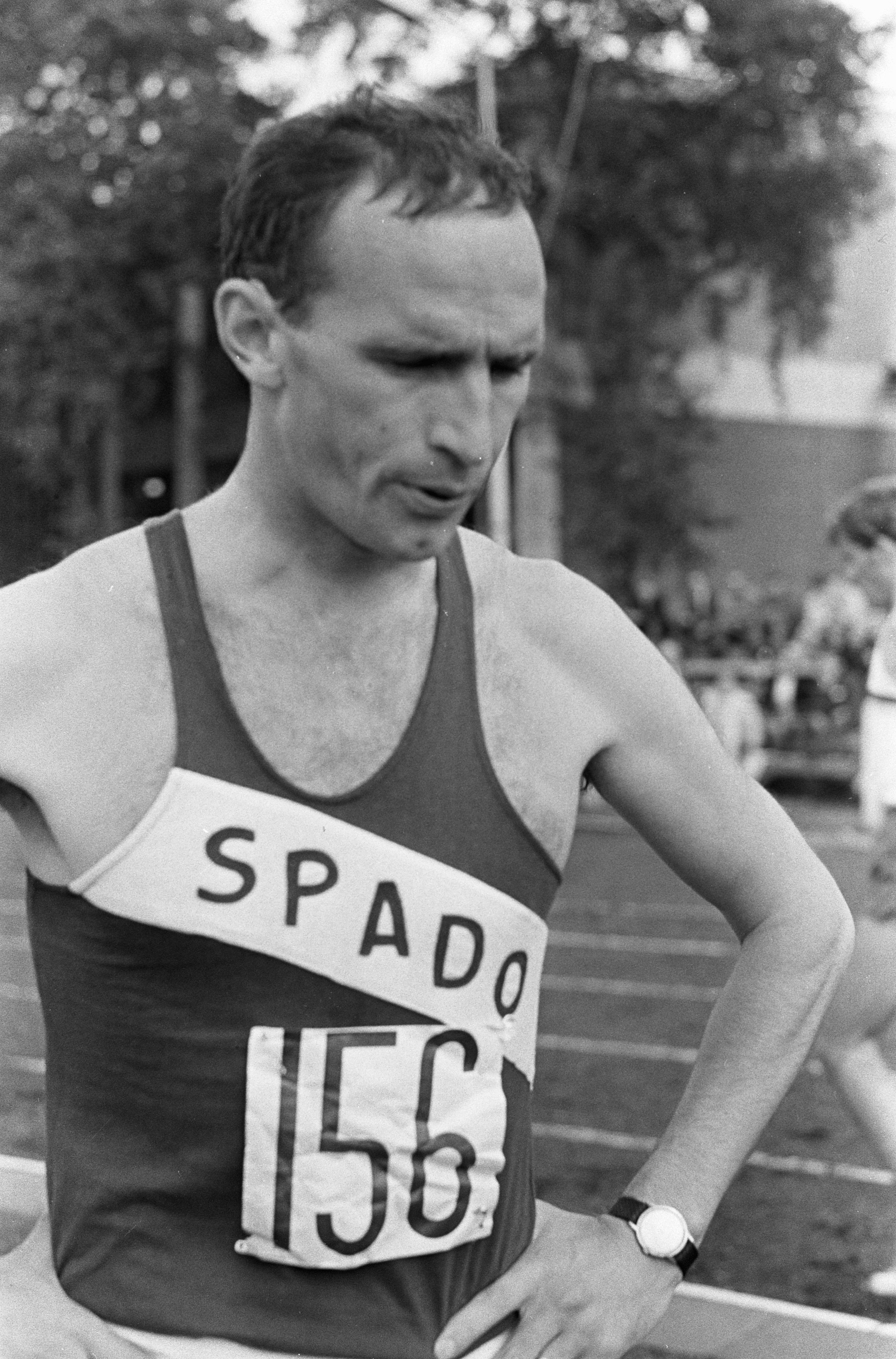
Mit Platz acht im ersten Vorlauf erreichte Henk Snepvangers nicht das Finale

| Platz | Name              | Nation           | Zeit (min) |
| ----- | ----------------- | ---------------- | ---------- |
| 1     | Harald Norpoth    | BR Deutschland   | 3:44,9     |
| 2     | Michel Jazy       | Frankreich       | 3:45,1     |
| 3     | Walter Wilkinson  | Großbritannien   | 3:45,4     |
| 4     | Stanislav Hoffman | Tschechoslowakei | 3:45,4     |
| 5     | Arne Kvalheim     | Norwegen         | 3:45,7     |
| 6     | Oleg Rayko        | Sowjetunion      | 3:46,7     |
| 7     | Roland Brehmer    | Polen            | 3:49,0     |
| 8     | Henk Snepvangers  | Niederlande      | 3:51,5     |
| 9     | Frank Murphy      | Irland           | 3:52,4     |
| 10    | Gani Alia         | Albanien         | 3:57,2     |

### Vorlauf 2

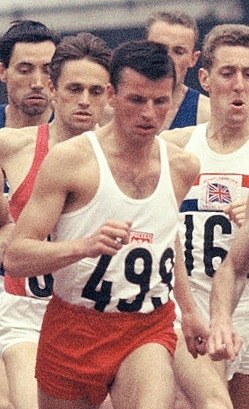
Josef Odložil, 1964 Olympiazweiter, schied als Fünfter seines Vorlaufs aus
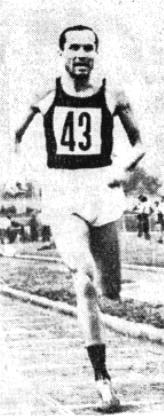
Rang acht im zweiten Vorlauf reichte Simo Važić nicht zur Finalteilnahme

| Platz | Name                | Nation           | Zeit (min)   |
| ----- | ------------------- | ---------------- | ------------ |
| 1     | André De Hertoghe   | Belgien          | 3:40,7 CR/NR |
| 2     | Bodo Tümmler        | BR Deutschland   | 3:41,1       |
| 3     | Jürgen May          | DDR              | 3:41,2       |
| 4     | Claude Nicolas      | Frankreich       | 3:41,4       |
| 5     | Josef Odložil       | Tschechoslowakei | 3:42,1       |
| 6     | Mart Wilt           | Sowjetunion      | 3:42,7       |
| 7     | Roman Tkaczyk       | Polen            | 3:45,1       |
| 8     | Simo Važić          | Jugoslawien      | 3:45,6       |
| 9     | Preben Glue         | Dänemark         | 3:45,9       |
| 10    | Gergely Szentivanyi | Ungarn           | 3:47,2       |

### Vorlauf 3
| Platz | Name                       | Nation         | Zeit (min) |
| ----- | -------------------------- | -------------- | ---------- |
| 1     | Jean Wadoux                | Frankreich     | 3:45,3     |
| 2     | Alan Simpson               | Großbritannien | 3:45,3     |
| 3     | Eugène Allonsius           | Belgien        | 3:45,5     |
| 4     | Henryk Szordykowski        | Polen          | 3:45,6     |
| 5     | Anders Gärderud            | Schweden       | 3:45,7     |
| 6     | Hans-Rudolf Knill          | Schweiz        | 3:45,8     |
| 7     | Francesco Arese            | Italien        | 3:46,3     |
| 8     | Stig Rekdal                | Norwegen       | 3:46,3     |
| 9     | Wolf-Jochen Schulte-Hillen | BR Deutschland | 3:46,5     |
| 10    | Michail Schelobowski       | Sowjetunion    | 3:48,4     |
| 11    | Manuel de Oliveira         | Portugal       | 3:48,9     |
| 12    | Muharrem Dalkılıç          | Türkei         | 3:56,4     |

## Finale
1. September 1966
| Platz | Name                | Nation           | Zeit (min) |
| ----- | ------------------- | ---------------- | ---------- |
| 1     | Bodo Tümmler        | BR Deutschland   | 3:41,9     |
| 2     | Michel Jazy         | Frankreich       | 3:42,2     |
| 3     | Harald Norpoth      | BR Deutschland   | 3:42,4     |
| 4     | Alan Simpson        | Großbritannien   | 3:43,8     |
| 5     | Jürgen May          | DDR              | 3:44,1     |
| 6     | André De Hertoghe   | Belgien          | 3:44,3     |
| 7     | Jean Wadoux         | Frankreich       | 3:44,5     |
| 8     | Henryk Szordykowski | Polen            | 3:45,8     |
| 9     | Eugène Allonsius    | Belgien          | 3:46,2     |
| 10    | Stanislav Hoffman   | Tschechoslowakei | 3:46,5     |
| 11    | Walter Wilkinson    | Großbritannien   | 3:46,9     |
| 12    | Claude Nicolas      | Frankreich       | 3:48,1     |

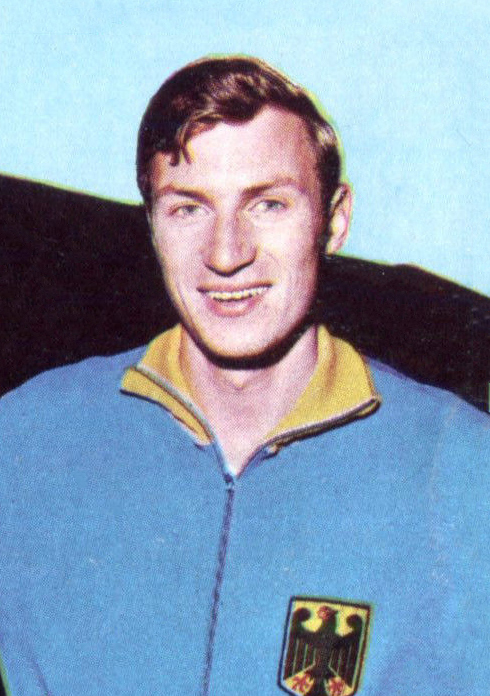
Europameister Bodo Tümmler (hier im Jahr 1968)
wurde drei Tage später auch Dritter über 800 Meter,
1968 gewann er Olympiabronze über 1500 Meter – rechts
neben ihm der EM-Dritte Harald Norpoth

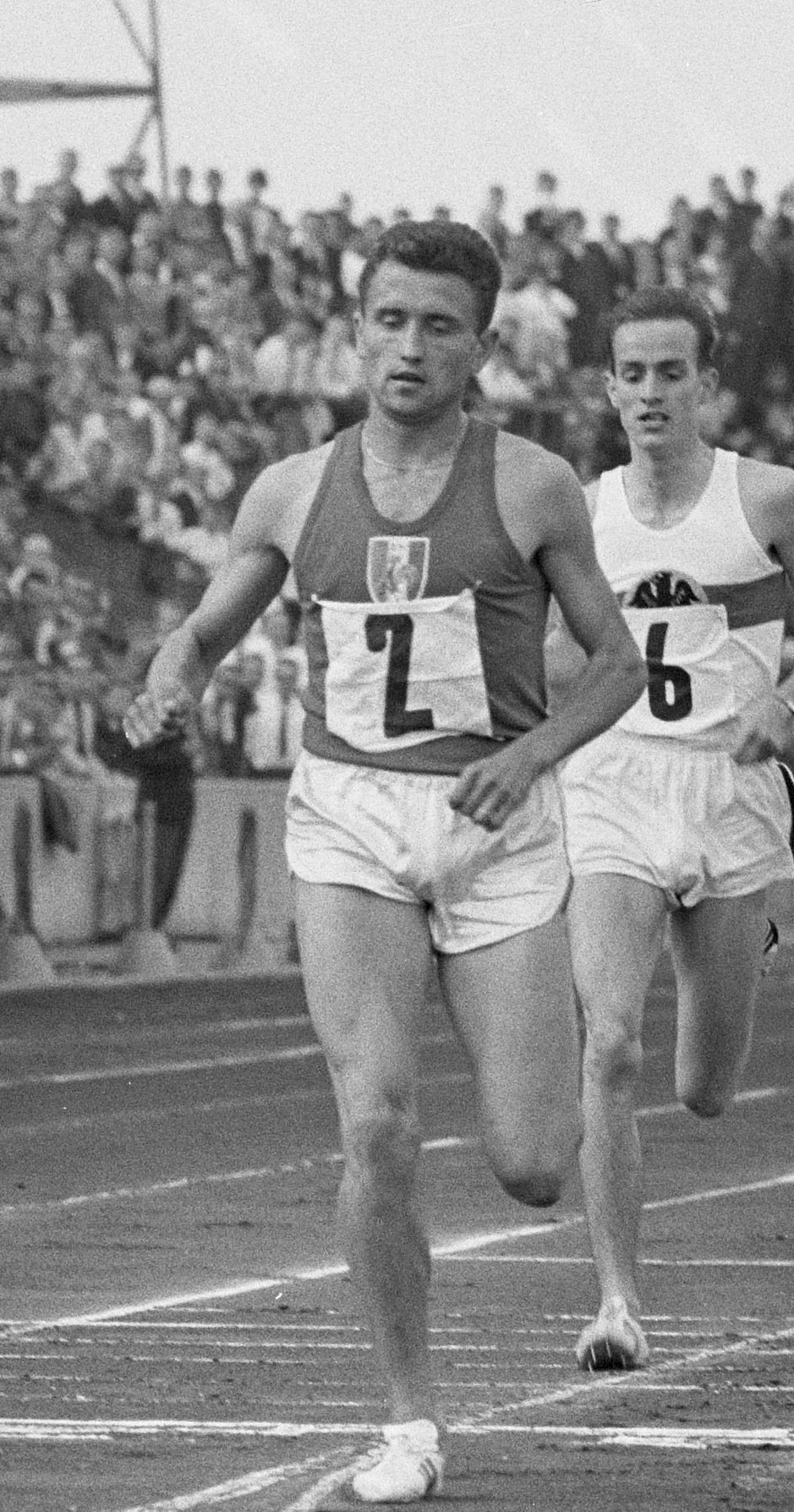
Der Titelverteidiger und Europarekordler Michel Jazy (links, im Jahr 1963 vor Harald Norpoth) wurde Vizeeuropameister – drei Tage später gewann er den 5000-Meter-Lauf
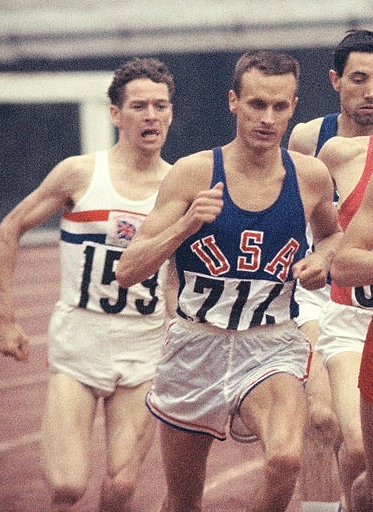
Alan Simpson (links) kam auf den vierten Platz
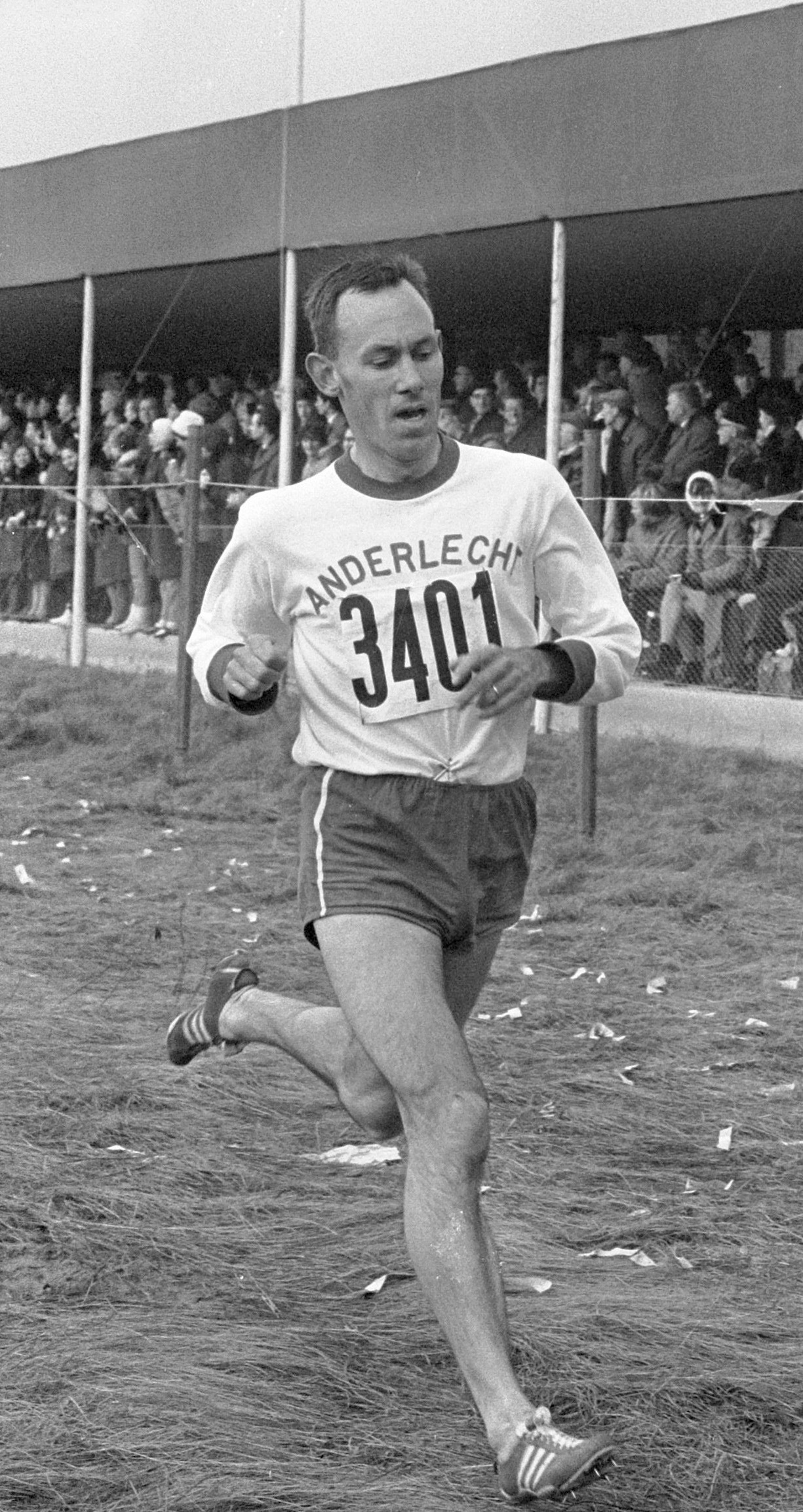
Eugène Allonsius belegte Rang neun

## Videolinks
- EUROPEAN ATHLETICS 1966 BUDAPEST 1500 TUMMLER, youtube.com, abgerufen am 15. Juli 2022
- European Athletics In Budapest AKA European Athletics (1966), Bereich: 0:00 min bis 1:51 min, youtube.com, abgerufen am 15. Juli 2022